# Aleksandrovsk (Territorio di Perm')
Aleksandrovsk è una città della Russia europea nordorientale capoluogo dell'Aleksandrovskij rajon (Territorio di Perm').
Sorge nella parte orientale del Territorio di Perm', nel pedemonte degli Urali, sul fiume Lytva, 185 chilometri a nordest del capoluogo Perm'. Dal punto di vista amministrativo, la città costituisce un circondario urbano (sup. di 5.530 km²) comprendente anche gli insediamenti di tipo urbano di Vsevolodo-Vil'va e Jajva.
Fondata nel 1783 come insediamento operaio annesso ad un importante complesso metallurgico costruito sul fiume Lytva, venne inizialmente da questo battezzata Lytvinskij zavod (fabbrica della Lytva). Ottenne lo status di città nel 1951.
La cittadina è un piccolo centro industriale (costruzione di macchine, industria dei materiali da costruzione).